# Attentat du 18 juin 1961
L'attentat du 18 juin 1961 ou attentat du train Strasbourg-Paris est un attentat à la bombe perpétré le dimanche 18 juin 1961 sur la ligne ferroviaire de Paris à Strasbourg entre les gares de Vitry-le-François et Loisy-sur-Marne. Vers 15 h 10, le train rapide no 12 Strasbourg-Paris déraille à la hauteur du village de Blacy. Le déraillement est provoqué par une bombe placée sous le rail, qui explose au passage du train. Selon des historiens et des journalistes, la bombe aurait été placée par l'OAS dans le contexte de la guerre d'Algérie.
L'attentat fait 24 morts et 132 blessés ou 28 morts et 170 blessés.
Il reste l'attentat le plus meurtrier commis en France, devant l'attentat de la rue Saint-Nicaise visant Napoléon, qui fit 22 morts en 1800, jusqu'aux attentats du 13 novembre 2015 en Ile-de-France, qui ont fait 130 morts.

## Commanditaires
En 1962, durant l’enquête, Jacques Duclos, un des dirigeants du Parti communiste français, se demande dans une question écrite remise à la présidence du Sénat pourquoi le gouvernement écarte la responsabilité de l'attentat à l’OAS, qui dans une lettre laissée au chef de gare de Vitry-le-François, menaçait de faire sauter la voie. Il critique également : 
- « les affirmations officielles faites à la suite de cette catastrophe pour écarter l'éventualité d'un sabotage »,
- la longueur de l'enquête qui traine depuis plus de six mois,
- l'absence d'explications donnée à la SNCF,
- le refus d'indemnisation des victimes,

L'attentat n'est reconnu qu'en 1966 par l'État, qui accepte d'indemniser les victimes mais sans l'imputer à l'OAS.
En 1967, la cour de cassation confirme un jugement de la cour d'appel condamnant la SNCF à indemniser des victimes, arguant que, les auteurs de l'attentat restant inconnus, il n'y a aucune preuve que les auteurs de l'attentat ne fissent pas partie de la SNCF, seule condition qui permettrait de dédouaner la SNCF de ses obligations de sécurité envers les voyageurs.
En 1990, les historiens Jacques Delarue et Odile Rudelle mettent cet attentat, réalisé à la date « symbolique » du jour anniversaire de l'appel du 18 juin 1940, « dans le sillage » du putsch des généraux du 21 avril 1961. En 1995, pour l'historienne Anne-Marie Duranton-Crabol, l'attribution de cet attentat à l'OAS s'est faite très tard parce que ses auteurs qui étaient très jeunes n'avaient pas été tous inculpés. 
En 2004, selon le journaliste d'investigation Pierre Abramovici, cet attentat de l'OAS est « l'attentat ferroviaire resté secret d’État », et dès le début de l'enquête la Sûreté parisienne écarte la thèse de l'attentat malgré une lettre anonyme reçue par le chef de gare de Vitry-le-François plusieurs semaines avant et donnée à la police mais sans suite.
Pour Le Parisien, en 2015, le doute subsiste sur le fait que le déraillement soit un attentat de l’OAS, mais plusieurs historiens, journalistes et Le Monde considèrent que c'est bien le cas et le plus meurtrier attribué à l'OAS hors de l'Algérie.

## Victimes
Parmi les victimes de cet attentat, on compte notamment :
- Hugues Henry (24 ans), élève officier ;
- Jean Prudhomme (20 ans), militaire ;
- Charles Fourrier (58 ans), monteur ;
- Paulette Humbert
- Jean-Pierre Gay (29 ans), lieutenant ;
- Marcel Cressot (65 ans), professeur de philologie à l'Université de Nancy ;
- Tahar Mehdaoui (50 ans) ;
- Jean-Pierre Neuberg ;
- Dr Jacques Guibal[10] (64 ans), chirurgien ;
- Madeleine Pénet, épouse Guibal (63 ans) ;
- Xavier Haas ;
- Lombardini, étudiant ;
- Dr Émile Rémigy (36 ans), hématologue et directeur-adjoint du Centre régional de transfusion sanguine[11] et de réanimation de Nancy[12], dont les travaux pionniers sur le traitement de l'hémophilie A par extraction du facteur VIII en exploitant le cryoprécipité[13],[14],[15],[16] furent brutalement arrêtés ;
- Franco Mendosa ;
- Boucher (55 ans) ;
- Richardot Jean, inspecteur du travail ;
- Josette Cubialde, née Loubet ;
- Robert Tozare (62 ans) ;
- Michel Maecker, sous-chef de gare à la SNCF à Pantin ;
- Trempe, âgé de 15 ans et demi, apprenti à la SNCF de Blainville[17] ;
- Micheline Oudol, jeune fille ;
- Jean-Pierre Morel ;
- Pauline Sonrier, veuve Mangeot (79 ans) ;
- Raymond Preux, de Rambervillers (Vosges)[17].